# Palpares karrooanus
Palpares karrooanus is een insect uit de familie van de mierenleeuwen (Myrmeleontidae), die tot de orde netvleugeligen (Neuroptera) behoort. 
Palpares karrooanus is voor het eerst wetenschappelijk beschreven door Péringuey in 1910.